# María Sánchez de Thompson
María Josepha Petrona de Todos los Santos Sánchez de Velasco y Trillo, más conocida como Mariquita Sánchez, (Buenos Aires, 1 de noviembre de 1786 - Ibídem, 23 de octubre de 1868) fue una política y cronista argentina, cuya tertulia convocó los principales personajes de su tiempo. Es ampliamente recordada en la tradición histórica argentina porque la Marcha Patriótica (actual Himno Nacional Argentino) fue cantada por primera vez en su casa, el 14 de mayo de 1813.

## Biografía

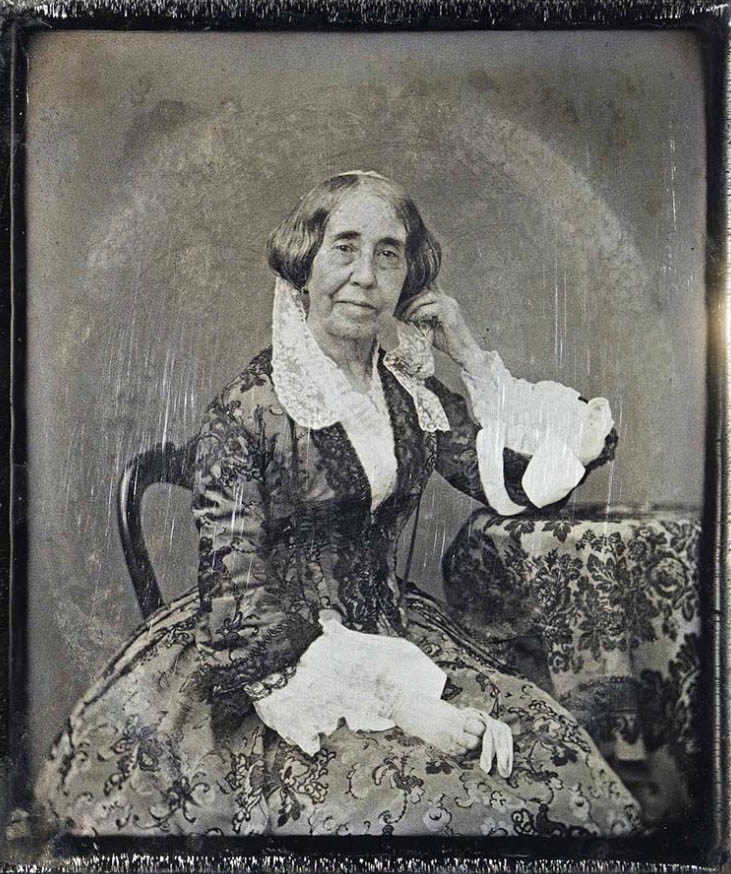
Daguerrotipo de 1854

Su origen y sus dos matrimonios le aseguraron una posición social de "primera línea", pero demostró que su personalidad bastaba para colocarla en el nivel que ocupó. Llenó muchas páginas de la pequeña historia y se convirtió en símbolo de la mujer argentina del pasado por la brillantez de su desempeño y la franqueza de sus actitudes.
Nacida en Buenos Aires el 1 de noviembre de 1786 fueron sus padres el granadino Cecilio Sánchez de Velasco y la porteña Magdalena Trillo. Antes de cumplir quince años se enamoró de su primo Martín Thompson  y se comprometió, contra la opinión de sus padres. Empecinada, se presentó al virrey Sobremonte para que dejase sin efecto los arreglos que había hecho la madre -el padre ya había muerto- para casarla con Diego del Arco. Cerca de un año después de iniciado el juicio, los enamorados obtuvieron la autorización y la boda se realizó el 29 de junio de 1805.

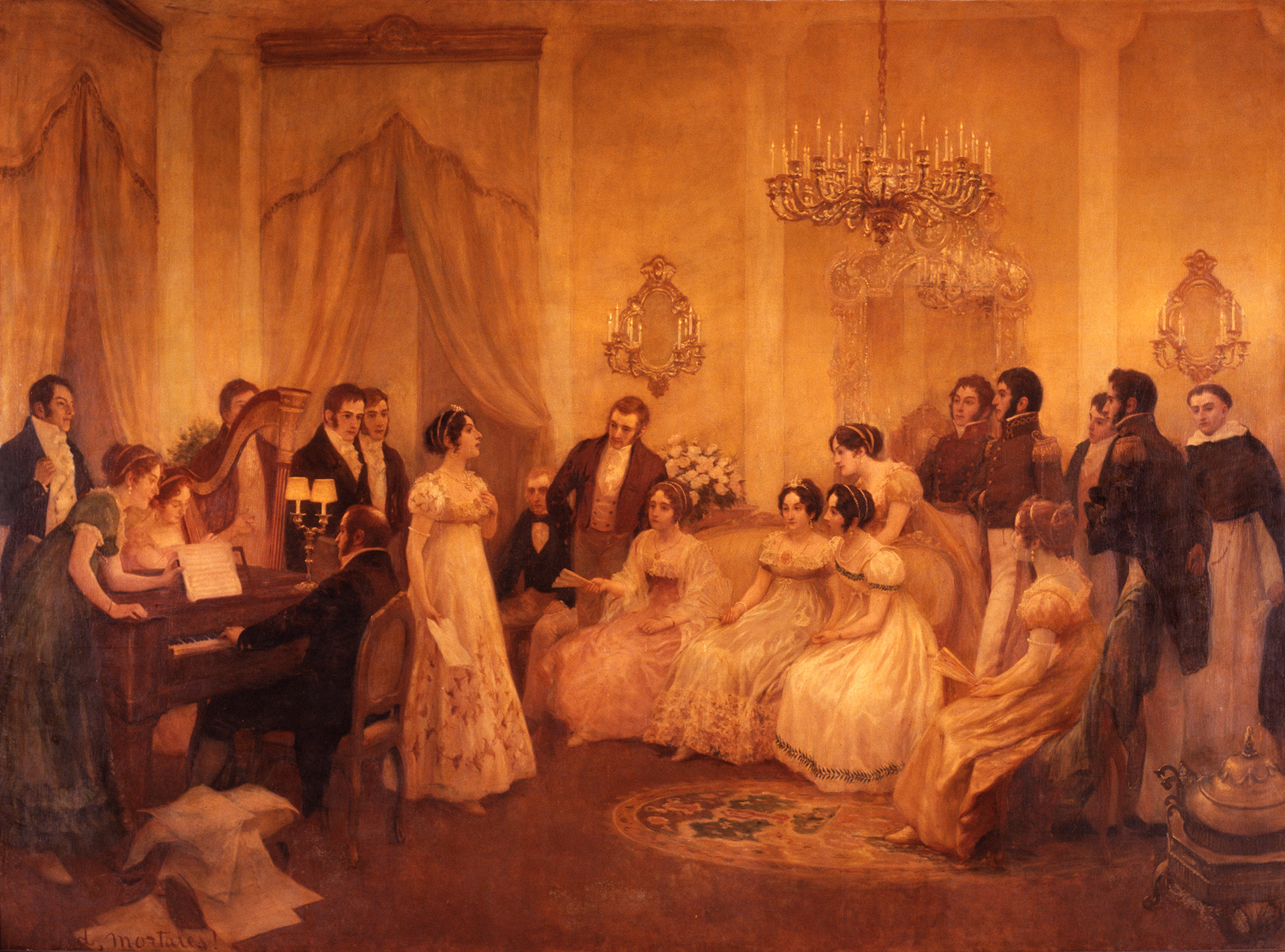
El Himno Nacional Argentino se interpreta por primera vez en la casa de María Sánchez de Thompson

A partir de entonces, la vida de Mariquita estuvo ligada a los acontecimientos públicos. Abrazó con fervor la causa de la libertad y colaboró con todas las empresas patrióticas de la Revolución de Mayo. Su casa de la calle Unquera, más conocida por todos como “del Empedrado” o “del Correo” (actualmente calle Florida al 200) acogió a las personalidades de su época, atraídas por la hospitalidad graciosa y espiritual de la dueña. Los problemas más delicados eran debatidos allí, lo mismo que los temas literarios.
En 1812 heredó la "Quinta Los Ombúes", en San Isidro. Se dice que en ese célebre salón se cantó por primera vez la "Marcha Patriótica", actual Himno Nacional Argentino, el 14 de mayo de 1813, pero es muy probable que haya sucedido en su residencia de Capital. Esa casa fue declarada Monumento Histórico Nacional en el año 2007 para su preservación como testimonio del pasado local y nacional y se convirtió en Museo Biblioteca y Archivo Histórico de San Isidro Dr. Horacio Beccar Varela quien dispuso que "al fallecer el último de mis hijos se consolide el dominio en la Municipalidad de San Isidro..."..
Cinco hijos tuvo con Thompson: Clementina en 1807, Juan en 1809, Magdalena en 1811, Florencia en 1812 y Albina en 1815. Este último año marcó una desgracia: Thompson, enviado a los Estados Unidos, enloqueció y murió en el viaje de regreso.
En 1820, la viuda, muy admirada, contraía nuevo matrimonio, esta vez con Washington de Mendeville, francés expatriado cuya conducta le deparó muchos sinsabores, que terminaron en su separación, disimulada por las funciones diplomáticas del marido fuera del país. Aquí había sido cónsul y muchos años más tarde Mariquita reveló, en carta a Juan Bautista Alberdi, las miserias de su vida con Mendeville. De este matrimonio tuvo tres hijos: Julio (1820), Carlos (1824) y Enrique (1825).
Cuando el ministro Bernardino Rivadavia fundó la Sociedad de Beneficencia requirió la ayuda de Mariquita, que fue fecunda y entusiasta. Fue una de las fundadoras, primera secretaria de la institución en 1823 y presidenta de la misma entre 1830 y 1832. A ésta se le encomendaban las escuelas y colegios de mujeres de toda la provincia de Buenos Aires. También administraba hospitales y casas de huérfanos.
Durante el gobierno de Juan Manuel de Rosas renunció a dicha Sociedad y se exilió en Montevideo, a pesar de la vieja amistad que existía, pues tomó partido por los opositores al régimen rosista, entre los que estaba su hijo Juan y su esposo Juan Bautista Washington de Mendeville que, mantenía conflictos con Rosas. Fue por ello trasladado a Ecuador como cónsul francés en ese país. Hacía algún viaje a Buenos Aires, pero su hogar estaba en aquella ciudad. (Éste es muchas veces confundido con John Henry Mandeville, cónsul inglés en el Río de la Plata durante el gobierno de Juan Manuel de Rosas, por la mala ortografía de su apellido transformado en Mandeville).
En 1846 fue a Río de Janeiro y al año siguiente volvió a Montevideo, donde permaneció hasta después de la Batalla de Caseros, que terminó con el régimen de Rosas.
Retornó a Buenos Aires, separada de Mendeville, a la que llamaba "la tierra de mis lágrimas", como ella decía durante su exilio y reanudó su labor en la Sociedad de Beneficencia y su salón volvió a brillar como antaño, acogiendo cuanto tuviese que ver con la cultura y el patriotismo. En 1866 y 1867  a presidir la Sociedad de Beneficencia todavía en plena capacidad intelectual, pues trabajaba y escribía cartas admirables.
Mamita Mendeville, como la apodaban afectuosamente sus nietos, falleció el 23 de octubre de 1868 en Buenos Aires, a sus casi 82 años de edad.

## Visión histórica

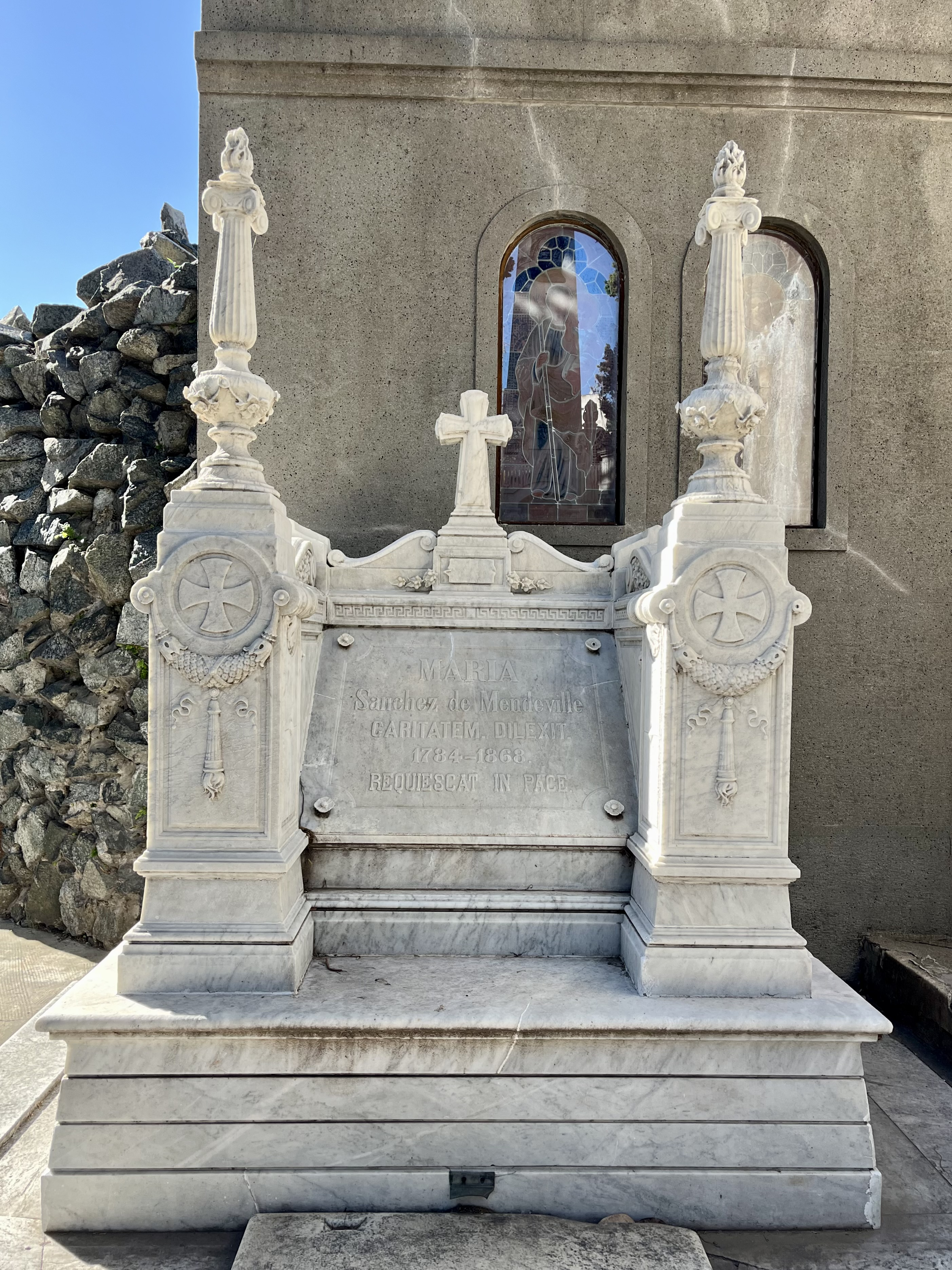
Sepulcro de Mariquita Sánchez de Thompson en el cementerio de la Recoleta.

Históricamente se ha representado a Mariquita Sánchez como un personaje más en la historia argentina, relegándola al hecho de haber interpretado el 14 de mayo de 1813 por primera vez en su célebre salón literario el Himno Nacional Argentino. Pero en realidad, Mariquita Sánchez de Thompson fue una de las primeras mujeres argentinas políticamente activas.
Era cronista de los sucesos que conformaron luego la historia fundacional de Argentina como república y tenía conciencia de la proyección histórica que podían tener sus escritos. En más de una ocasión sus actitudes fueron consideradas políticamente incorrectas e incluso respondía con tácticas retóricas agudas.
María Sánchez de Thompson ha sido considerada como la figura femenina más activa en el proceso revolucionario, como también, una de las observadoras más aguda del proceso político posterior. A ello ayudó su larga vida y su incesante capacidad de trabajo que le permitió ser testigo directo de los acontecimientos de la época patria y de los vividos durante las presidencias históricas de la época constitucional.
Así lo demuestran sus escritos, cartas familiares y su diario, que ha sido editado en 2003.
Su retrato se encuentra junto a los de otras mujeres argentinas relevantes en el Salón Mujeres Argentinas de la Casa Rosada de Buenos Aires. 
Originalmente enterrada en la bóveda de los Lezica, sus restos descansan en el cementerio de la Recoleta.